# Monedes d'euro de Malta
L'euro (EUR o €) és la moneda oficial de les institucions de la Unió Europea, des 1999 quan va substituir a l'ECU, i dels estats que pertanyen a la zona euro. S'utilitza oficialment en els 19 estats que conformen la zona euro i en 4 microestats europeus (Andorra, Mònaco, San Marino i la Ciutat del Vaticà). També és utilitzat de facto a Montenegro i Kosovo. Les monedes d'euro estan dissenyades perquè en el seu anvers mostren un disseny específic de l'estat emissor i en el seu revers mostren un disseny comú.
Les monedes d'euro malteses tenen tres dissenys diferents. Van ser presentades el 2 de febrer de 2006. Totes les monedes porten les 12 estels de la UE, la paraula MALTA i l'any d'encunyació.
Malta va introduir l'euro l'1 de gener de 2008. Malta i Xipre van ser el catorzè i quinzè països de la UE a utilitzar l'euro com a moneda en curs oficial. Al juliol de 2007 es va fixar el tipus de canvi en 0,429300 lires malteses per un euro.
| 0,01 €                            | 0,02 € | 0,05 €     |
| --------------------------------- | ------ | ---------- |
|                                   |        |            |
| Detall del Temple de Mnajdra      |        |            |
| 0,10 €                            | 0,20 € | 0,50 €     |
|                                   |        |            |
| Representació de l'escut de Malta |        |            |
| 1,00 €                            | 2,00 € | 2 € (cant) |
|                                   |        |            |
| Disseny de la Creu de Malta       |        |            |

## Quantitat de peces encunyades
Fins avui, les monedes d'euro de Malta han estat encunyades en altres països de la zona euro (en 2008, a França; i des de 2009, als Països Baixos).
| €0.01 | €0.02 | €0.05 | €0.10 | €0.20 | €0.50 | €1.00 | €2.00 |
| 2008  |       |       |       |       |       |       |       |
| 2009  |       |       |       |       |       |       |       |
| 2010  |       |       |       |       |       |       |       |
| 2011  |       |       |       |       |       |       |       |
| 2012  |       |       |       |       |       |       |       |
| 2013  |       |       |       |       |       |       |       |
| 2014  |       |       |       |       |       |       |       |
| 2015  |       |       |       |       |       |       |       |
| ----- | ----- | ----- | ----- | ----- | ----- | ----- | ----- |

## Monedes commemoratives de 2 euros
Per a més informació, vegeu monedes commemoratives de 2 euros.
| 2009 |                                                          | 10 aniversari de la Unió Econòmica i Monetària El centre de la moneda mostra una figura humana estilitzada el braç esquerre de la qual és perllongat pel símbol de l'euro. Sota aquest símbol apareixen les inicials del dissenyador, ΓΣ (de Γεώργιος Σταματόπουλος, Geórgios Stamatópoulos). Les llegendes són, sobre el disseny, MALTA; i sota el disseny, UEM 1999-2009 (del maltès Unjoni Ekonomika o Monetarja, “Unió Econòmica i Monetària”). En l'anell extern apareixen els dotze estels de la Unió, a més de les marques de ceca i del mestre de ceca. |
| 2011 |                                                          | Elecció en 1849 dels primers representants de Malta al Consell de Govern britànic Aquesta primera moneda d'una sèrie commemora l'elecció en 1849 dels primers representants de Malta al Consell de Govern britànic. Malta ha estat una colònia britànica des de 1814 l'@Tratar París. El centre de la moneda mostra una mà posant un vot en una urna. Les paraules "Malta - Triat per primera vegada representants de 1849" es mostren a dalt. |
| 2012 |                                                          | Representació majoritària, 1887 |
| 2012 | Deu anys de l'euro en actiu - Seriï Moneda commemorativa | |
| 2013 |                                                          | Autogovern 1921 |
| 2014 |                                                          | 200º Aniversari de la Força Policial de Malta |
| 2014 | 1964-Independència                                       | |
| 2015 |                                                          | 1974-República |
| 2015 | 100 Anys del primer vol a Malta                          | |
| 2015 | 30 anys de la bandera europea                            | |